# Vegán mezőgazdaság
A vegán mezőgazdaság (más néven: vegán agrokultúra) olyan mezőgazdasági forma, amely nem használ állatokat vagy állati termékeket a termelés során. A vegán mezőgazdászok nem tartanak háziasított állatokat, nem használják az állatok trágyáját, sem az állatokból készült egyéb termékeket. Főleg a növényi zöldtrágyákat hasznosítják. A vegán gazdálkodás lehet ökológiai gazdálkodás vagy nem organikus gazdálkodási technikákat is alkalmazhat. A fő irányvonal az állatmentes, biogazdálkodási módszerek használata.

## Fordítás
- Ez a szócikk részben vagy egészben  az   Animal-free agriculture című angol Wikipédia-szócikk fordításán alapul.  Az eredeti cikk szerkesztőit annak laptörténete sorolja fel. Ez a jelzés csupán a megfogalmazás eredetét és a szerzői jogokat jelzi, nem szolgál a cikkben szereplő információk forrásmegjelöléseként.